# 木目込人形

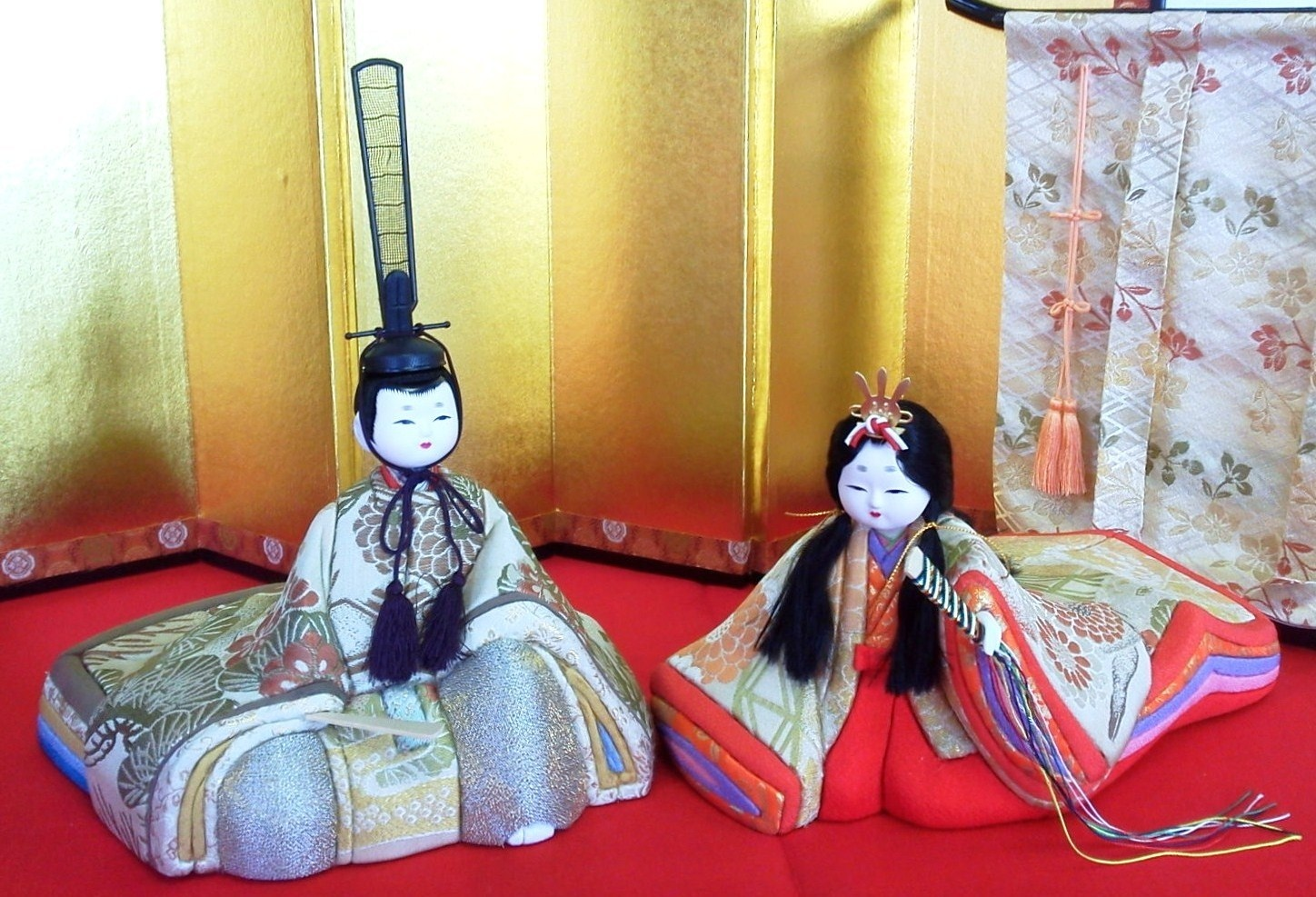
雛飾り

木目込人形（きめこみにんぎょう）は、木製の人形の一種。賀茂人形、賀茂川人形、柳人形とも。
桐塑または木で作られた人形に、衣服の皺や模様の形に本体に筋彫りを入れ、筋彫りに目打ちなどで布の端を押し込んで衣装を着ているように仕立てた人形。この、筋彫りに布の端を押し込む動作を「木目込む（決め込む）」ということから、木目込人形と呼ばれるようになった。全身が桐塑でできているものと、頭を別に作って完成した胴体に差し込んだものとがあるが、頭を別に仕立てる場合でも目にはガラスを入れず、描き目であることが多い。
1739年に京都の上賀茂神社に仕える雑掌（雑事をつかさどる者）の高橋忠重が、ヤナギの木で祭器の柳筥（）などをつくり、その余材で彫った人形に古い衣装の裂を貼ったのが始まりとされている。宝暦年間に忠重は神職を辞して人形作りに専念し、代々の家業となり、特に3代目大八郎は技に優れ、文政・嘉永年間（19世紀前半）にかけて数多くの名作をつくり、大八人形の名で流行した。
第二次世界大戦後は木目込雛の名で、ガラスケース入りの雛人形セットが現れ、また型抜きの練り物製が量産されるようになった。
雛人形や七福神といったヒトガタの人形のほか、干支飾りや観賞用の手鞠なども存在する。

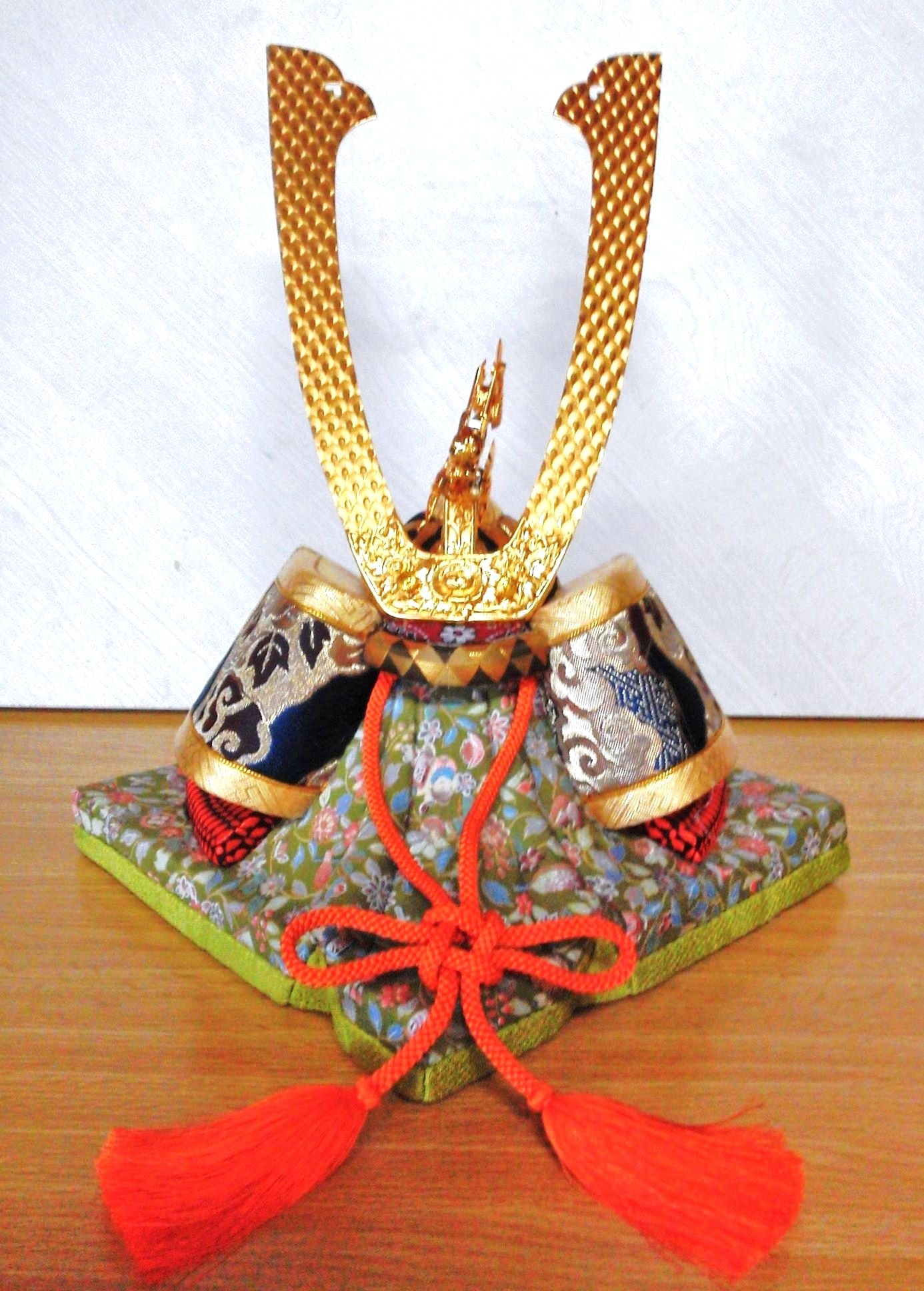
五月人形 「兜」
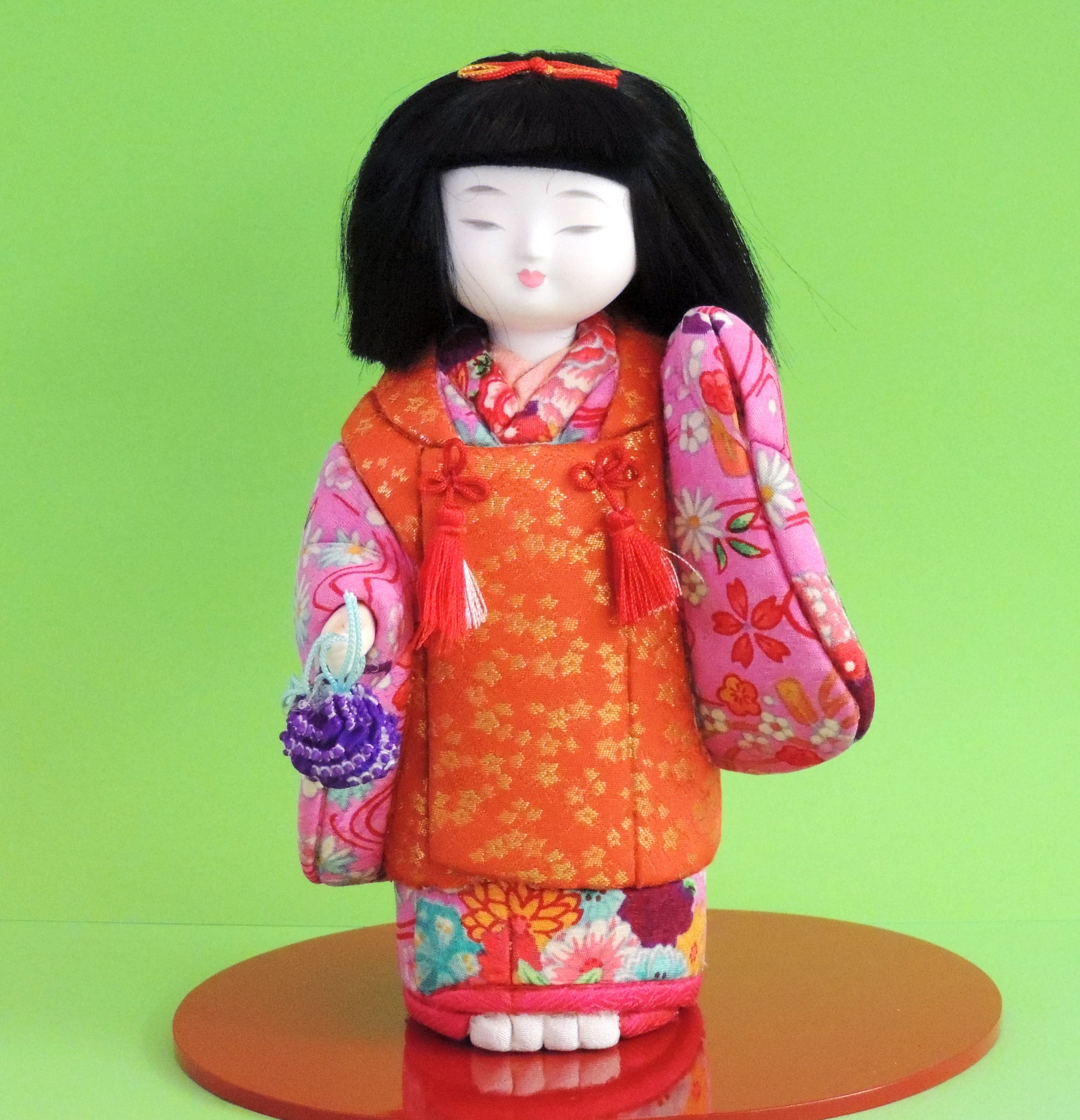
市松人形
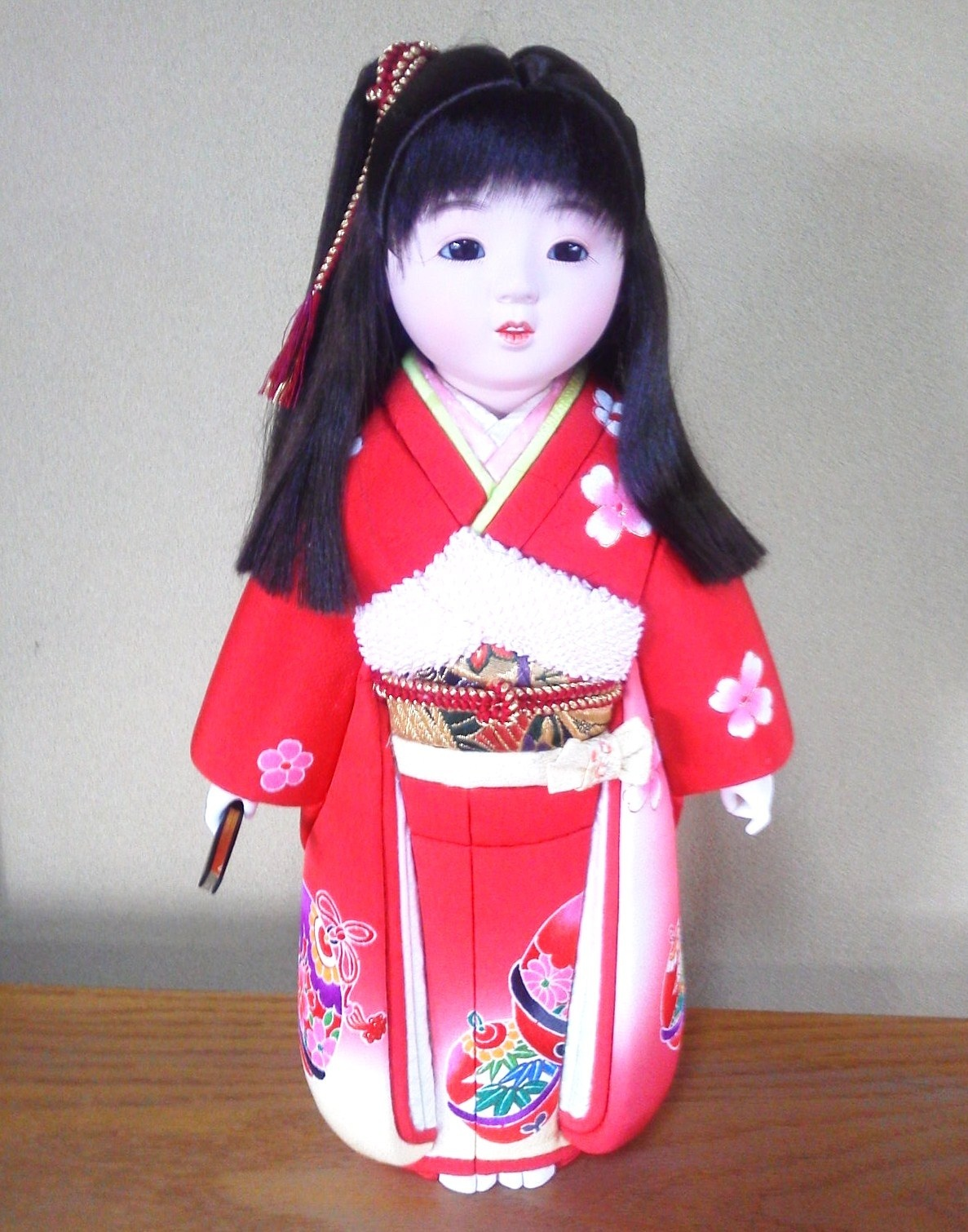
市松人形
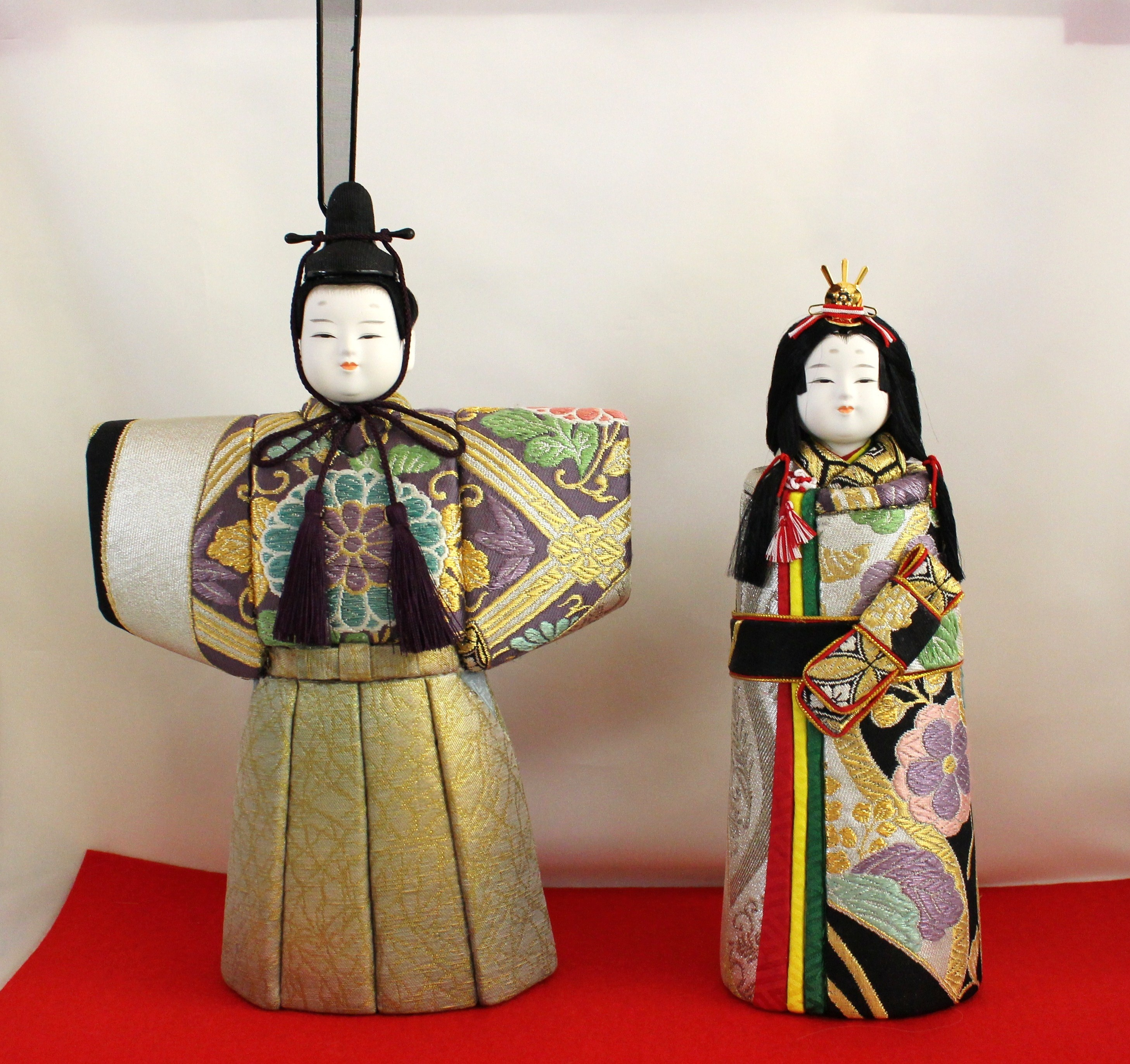
「立雛」
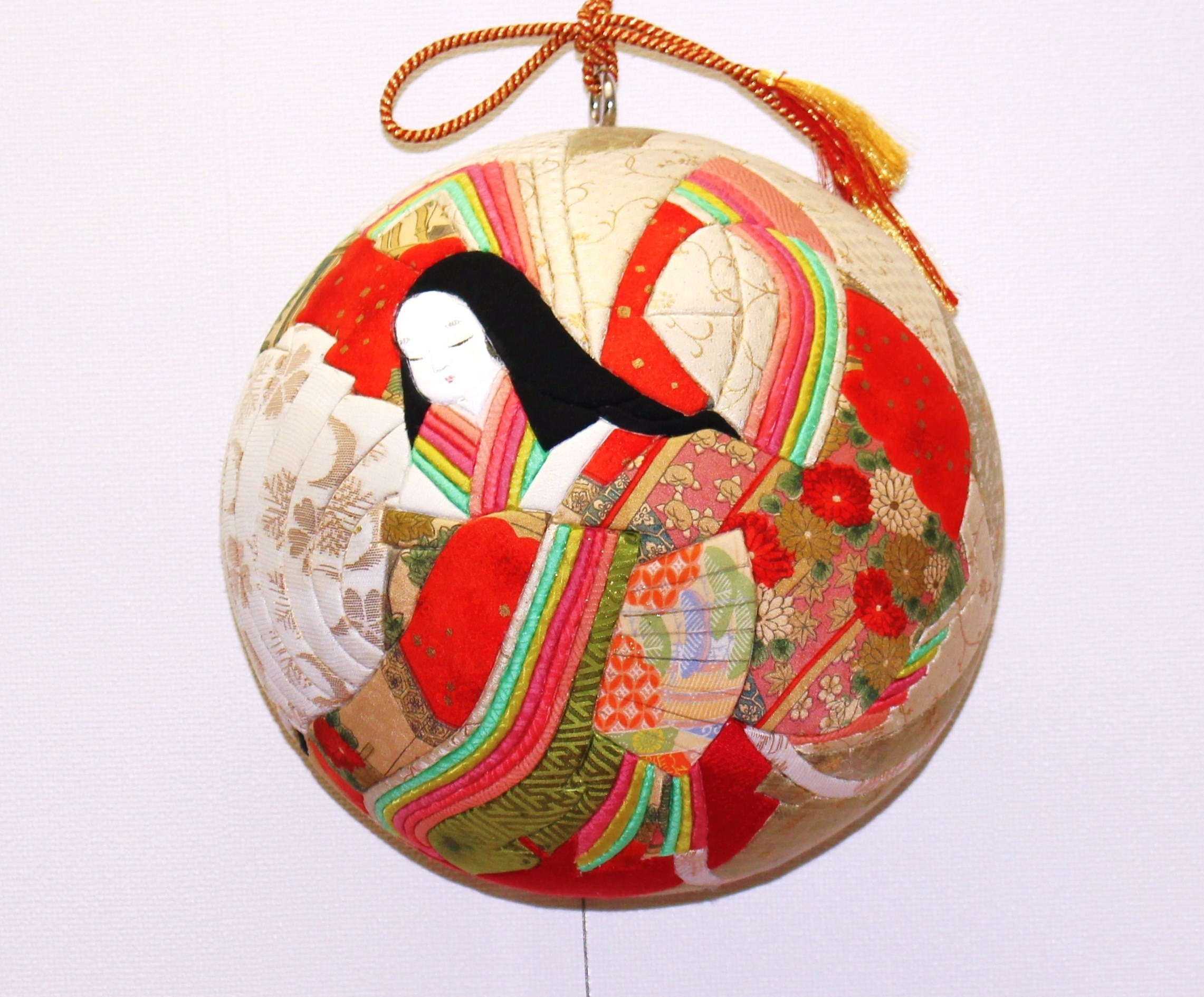
「まり」
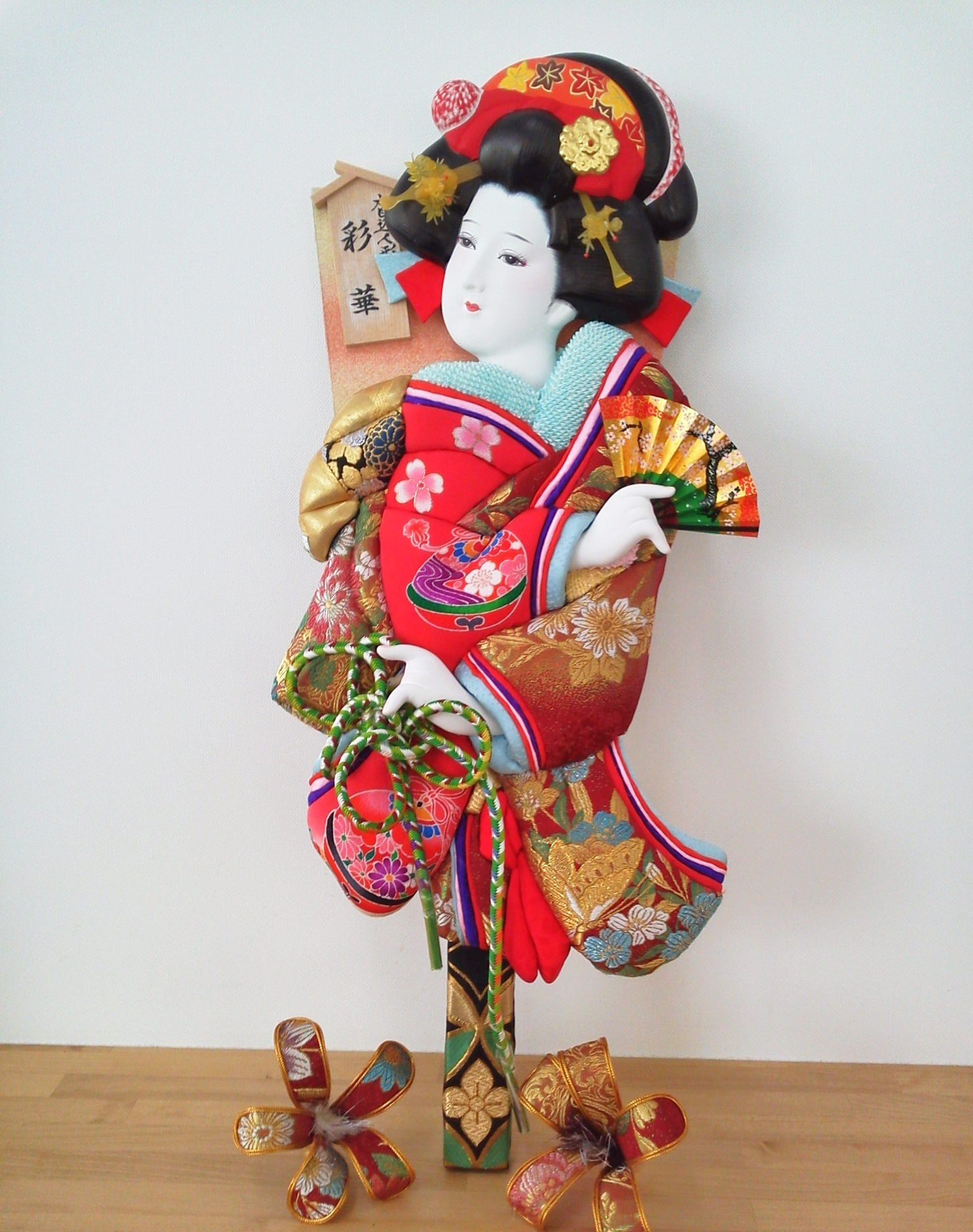
「押絵羽子板」
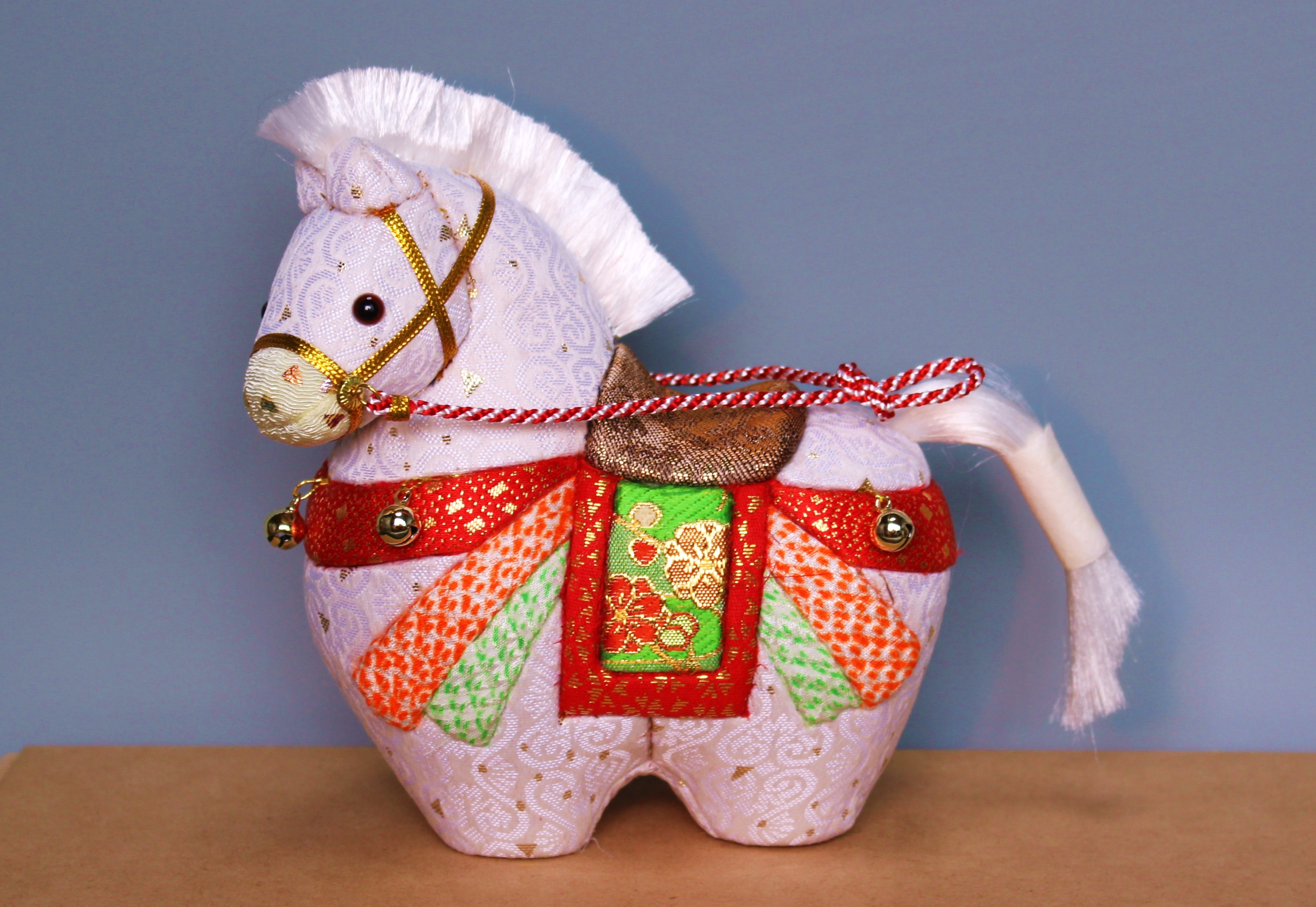
「干支 午」

## 種類
加茂人形（かもにんぎょう）
加茂川人形（かもがわにんぎょう）とも。高橋忠重およびその子孫が作った人形。現存数は少ない。大きさが3センチメートルから10センチメートルと、とても小さいのが特徴。全身が柳などの木でできており、人間に近い表情をしている。
江戸木目込み人形（えどきめこみにんぎょう）
木目込人形が正徳年間に江戸へ伝わり、改良を加えられたもの。京都の木目込人形に比べ、やせ形で目鼻が小さいのが特徴。頭は桐塑または素焼きでできている。